# Степанов, Пётр Ефремович
Пётр Ефре́мович Степа́нов (14 июня 1908, с. Блохино Ртищевский район, Саратовская область,  Российская империя — 5 июня 1988, Москва) — советский и российский физик, профессор, педагог.
Участник атомного проекта СССР. Научный руководитель известных физиков Л. М. Бреховских, Ю. М. Корчёмкина, Г. З. Гершуни.

## Биография
В 1923 году окончил среднюю школу и до 1929 года преподавал в сельских школах.
В 1929 году поступил в Московский педагогический институт им. Бубнова. Во время обучения он преподавал физику в Музыкальном техникуме г. Москвы (1931–1932).
С 1933 по 1935 годы работал ассистентом кафедры физики МГУ. Ещё не окончив институт, как студент-выдвиженец был направлен аспирантуру по теоретической физике в Институт физики при МГУ (научный руководитель — М. А. Леонтович).
После окончания аспирантуры был распределён в Молотовский (Пермский) университет и 1 сентября 1935 года он был зачислен в штат кафедры теоретической физики университета доцентом.
С 1936 года был назначен заведующим кафедрой общей физики, а с 1938 года — заведующим кафедрой теоретической физики.
27 мая 1939 года защитил диссертацию на соискание степени кандидата физических наук на тему «Статистико-механическая трактовка одного случая фазового перехода второго порядка» (физический институт МГУ).
Ему пришлось (одному!) тянуть на факультете все разделы общего курса теоретической физики и, кроме того, читать спецкурсы... Он читал нам... все серьезные физические курсы – электродинамику, термодинамику и статфизику, кванты, теорию относительности и теорию металлов.
Работа кафедры не прерывалась вовремя Великой Отечественной войны. Велись занятия, шла подготовка квалифицированных специалистов.
В тот период научная деятельность чередовалась с выполнением плановых спецзаданий оборонного характера.
1 сентября 1947 года кафедры «Теоретической физики», «Теоретической механики» и «Металлофизики» были объединены в одну кафедру под названием «Теоретическая физика и металлофизика»; заведующим кафедрой стал П. Е. Степанов.
С 8 октября 1947 года по 1 января 1949 года являлся деканом физико-математического факультета.
В Перми П. Е. Степанов с семьей проживал в студенческом общежитии на ул. Ленина. Их соседями были Драхлины, Усть-Качкинцевы, Мерцлины.
1 января 1949 года был откомандирован в Москву в докторантуру Физического института им. П. Н. Лебедева. Первоначально он предполагал поработать там два года, закончить докторскую диссертацию, защитить её и возвратиться домой в Пермь. Но в это время Атомный проект требовал всё новых и новых людей, и Пётр Ефремович принял предложение перейти на работу в Курчатовский институт атомной энергии (тогда Лаборатория измерительных приборов АН СССР) и остаться в Москве. Туда же переехала и его семья.
Перед отъездом в Москву П. Е. Степанов пригласил из Казани на своё место Ивана Григорьевича Шапошникова, который и принял на себя руководство кафедрой теоретической физики и металлофизики.
В дальнейшем вплоть до 1978 года работал в Курчатовском институте, занимаясь физикой нейтронов.
В 1958–1959 годах. он находился в командировке в Китайской народной республике и читал лекции китайским специалистам-атомщикам, за что был награжден Государственным Советом КНР медалью «Китайско-Советская дружба».

### Ученики П. Е. Степанова
Наиболее яркими его учениками довоенного периода были Леонид Максимович Бреховских (впоследствии руководитель Акустического института АН СССР) и Юрий Ильич Корчёмкин (участник атомного проекта, главный научный сотрудник одного из атомных предприятий под г. Челябинском), а также А. Т. Калмыков.
В 1944 году учеником П. Е. Степанова стал Григорий Зеликович Гершуни.

## Научная работа
Работы П. Е. Степанова были посвящены следующим вопросам: молекулярно-кинетическое рассмотрение фазовых переходов второго рода, релаксационные процессы в ударной волне; колебательные спектры и теплоемкость анизотропных кристаллов. 

## Избранные научные работы
- Степанов П. Е. К теории твёрдого тела //  Автореферат диссертации, представленной на соискание учёной степени доктора физико-математических наук. Москва, 1951. 32 с.
- Степанов П. Е. Статистико-механическая трактовка одного случая фазового перехода второго рода // Журнал экспериментальной и теоретической физики. Т. 9. Вып. 11. 1939. С. 1351–1378.
- Степанов П. Е. О превращении второго рода β-латуни // Журнал экспериментальной и теоретической физики. Т. 10. Вып. 7. 1940. С. 103–114.

## Награды
- Медаль «За доблестный труд в Великой Отечественной войне 1941—1945 гг.» (указ Президиума Верховного Совета СССР от 06.06.1945 г.).
- Орден «Знак Почёта» (указ Президиума Верховного Совета от 27.03.1954).
- Медаль «Китайско-советская дружба» (1959).